# Турича
Тури́ча — село в Україні, в Яворівському районі Львівської області. Населення - 51 особа. Орган місцевого самоврядування - Івано-Франківська селищна рада.